# Regió de l'Amazones
Amazones (en espanyol Amazonas) és una regió del nord-oest del Perú. Entre 1987 i 1992 va existir una regió d'Amazones que no corresponia al departament d'Amazones sinó al de Loreto. Limita al nord amb l'Equador; a l'oest amb el departament peruà de Cajamarca; al sud amb La Libertad; a l'est ambLoreto; i al sud-est amb San Martín. La capital és Chachapoyas. A la regió hi ha el cinquè saltant d'aigua més alt del món: Gocta. Endemés de l'espanyol, altres idiomes parlats a la regió són el quítxua, l'aguaruna i el huambisa. La regió inclou les províncies de: Bagua, Bongará, Chachapoyas, Condorcanqui, Luya, Rodríguez de Mendoza i Utcubamba.
Segons els resultats del XI Cens Nacional de Població i Habitatge (a 21 d'octubre de 2007), la població censada del departament d'Amazones és de 375.993 habitants i la població total, és a dir, la població censada més l'omesa, és de 411.011 habitants.
Al departament de l'Amazones es parlen tres llengües originàries del Perú: awajún, quítxua i wampis.